# Schönstedt
Schönstedt è un comune della Turingia, in Germania.
Viene amministrato sussidiariamente dal comune di Unstrut-Hainich.